# 英虞湾

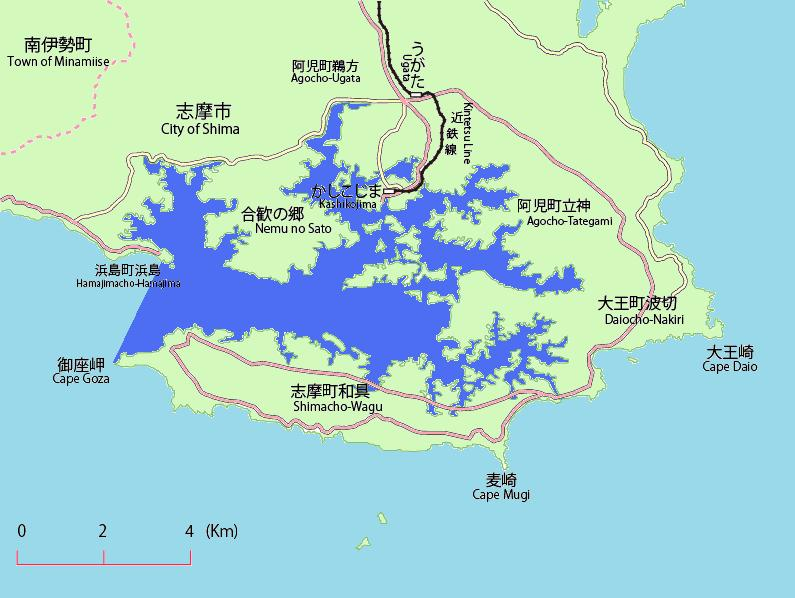
英虞湾

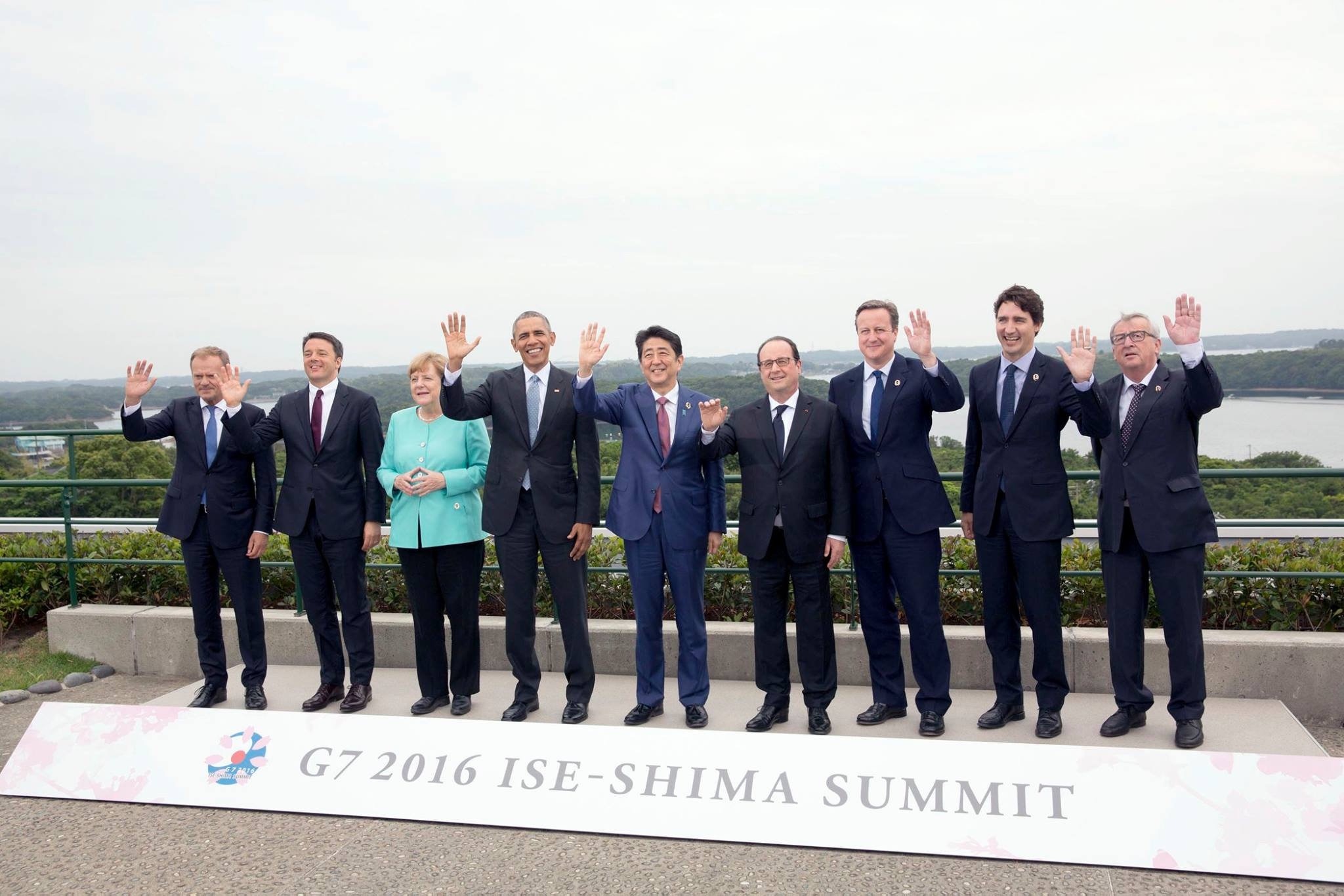
英虞湾と伊勢志摩サミット各国首脳

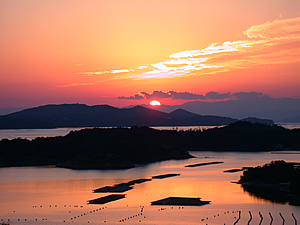
英虞湾に沈む夕日

英虞湾（あごわん）は、三重県志摩市の志摩半島南部の湾。伊勢志摩国立公園の中心。リアス海岸。御座岬（ござみさき）と浜島町を湾口とする。平成5年8月27日環境庁告示第67号（窒素又は燐が海洋植物プランクトンの著しい増殖をもたらす恐れのある海域として環境庁長官が定めた海域）による定義では、「三重県志摩郡大王町と同郡志摩町を結ぶ深谷大橋、同町御座岬と度会郡南勢町田曽埼を結ぶ線及び陸岸により囲まれた海域」となっている。

## 概要
リアス海岸として有名であり、真珠養殖も盛んで奈良時代から阿古屋貝から採れる真珠を出荷していた。明治時代半ばに阿古屋貝による真円真珠の養殖技術が確立されると、真珠養殖発祥の地としても知られるようになり、昭和初期には「真珠湾」とも呼ばれた。
湾内の深さはおおむね20m前後であるが、志摩町御座の北東にある最深部は40mであり、英虞湾岸の溺れ谷は最大40m沈水したことが分かる。なお、この水深調査は大正時代に目盛りの付いたロープを下ろし計測したもので、以降は行われていなかったが、第42回先進国首脳会議（伊勢志摩サミット）を前に第四管区海上保安本部が電波・音波を用いて計測し直した。
青のりの養殖が盛んであるため、晩秋から春にかけて海苔網が多く建つ。また、ウミホタルも海に生育しているほか、数日間晴れが続いた場合、海が緑色に輝くこともある。
しかしながら、湾内の汚染が進み、赤潮や貧酸素水塊が発生している。汚染などを改善するため、いくつかのプロジェクトが行われている。たとえば1932年（昭和7年）10月14日の深谷水道開削によって太平洋の水を湾内に導水する、海底のヘドロの改善などである。

## 湾内の島

英虞湾の空中写真。
2015年10月29日撮影の95枚を合成作成。

湾内には大小60の島が浮かぶ。賢島、間崎島、横山島は有人島である。賢島には鉄道駅の賢島駅が存在し、本州と橋でも繋がっている。無人島は主なもので天童島、土井ケ原島、多徳島などが挙げられる。

## 歴史
英虞湾のリアス式海岸地形は、3億年前に始まったプレートテクトニクスによって海底の堆積岩が押し上げられた地形が、1万年以上前の最終氷期の後に海面が上昇し、河谷が海に沈んだことによって形づくらた。また、海岸沿いの断崖は、長年の間に水位が上下を繰り返したことによって形成された。
「あご」という呼び方は天武天皇の時代に遡ることができる。古くから多くの人が暮らしており、石器時代の石器に使われた石は遠く信州から運ばれてきた物で石器時代から遠い地方との交流があったことが窺える。飛鳥時代には「志摩国志摩郡伊雑郷」、「志摩国志摩郡魚切里」、奈良時代には「志摩国英虞郡名錐郷」、「志摩国英虞郡名錐郷舟越里」、「志摩国英虞郡甲賀郷」などの地名を木簡に見ることができる。

## 主な海産物

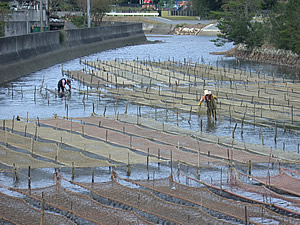
海苔の養殖

英虞湾で最も採れるものは青海苔であり、地元では「アオサ」とも呼ばれ年間を通して採れる。また真珠貝の貝柱も食用されているほか、海松と呼ばれる珍味やアサリ、岩ガキなどがある。湾内の養殖筏は約1,800か所3,000 - 4,000枚、湾内の停泊船は放棄されたものを含め約4,500隻に上る。
また湾口のすぐ外側では、海女による貝や海藻漁も行われている。

## 交通手段
英虞湾に訪れる際の起点は賢島を除き、近畿日本鉄道志摩線の鵜方駅が最寄である（志摩市内の各方面に向かう三重交通バスの路線バスの停留所が鵜方駅前にあるため）。中部国際空港から道路を利用すると、賢島まで約195kmである。また、志摩町和具・志摩町御座・浜島町浜島方面に向かう場合は、賢島から定期巡航船（志摩マリンレジャー運営）を利用することができる。

## 関連項目

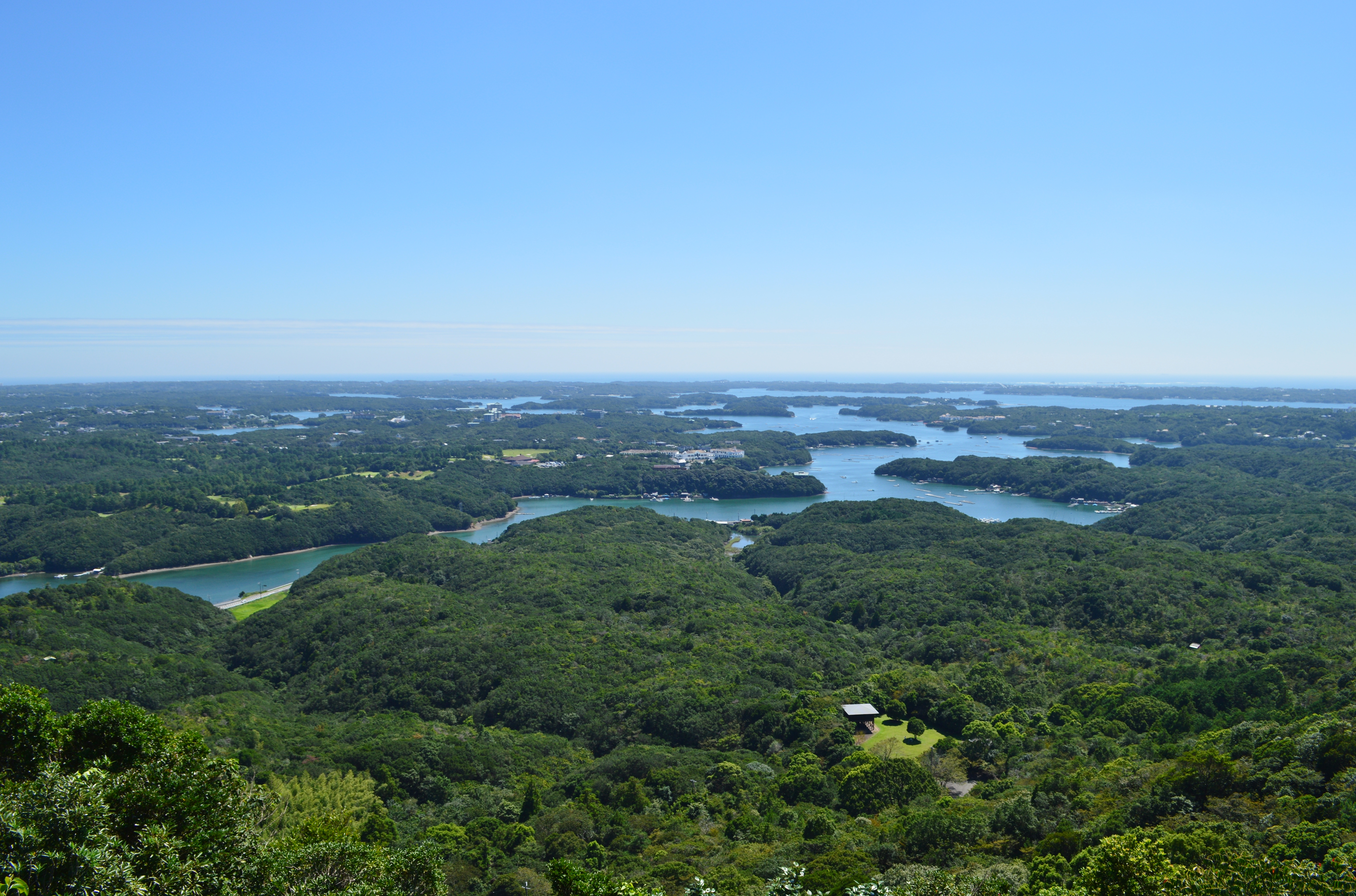
横山展望台から望む英虞湾